# Croix-Rouge (metropolitana di Parigi)
Croix-Rouge è il primo terminale (commissionato nel 1923 e inaugurata il 30 dicembre dello stesso anno), oggi stazione chiusa, della linea 10 della metropolitana di Parigi.
Si trova nel VI arrondissement di Parigi, tra le stazioni di Sèvres - Babylone e Mabillon.

## Storia

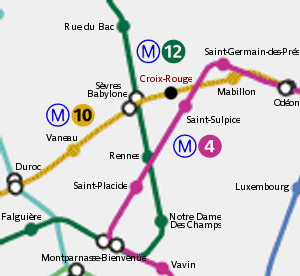
Localizzazione

La stazione era precedentemente nota come "il crocevia della Croce Rossa", in francese carrefour de la Croix-Rouge, benché non avesse niente a che vedere con l'omonimo movimento francese.
Questa stazione della metropolitana fu chiusa il 2 settembre del 1939 a causa dell'ingresso della Francia nella Seconda guerra mondiale, dopodiché non è stata mai più riaperta.
L'incrocio nelle vicinanze dell'ingresso alla stazione è stato rinominato nel 2005 in onore di Michel Debré, omaggio al primo ministro francese allora in carica.
Ad eccezione di un'antica e poco visibile placca, oggi non è rimasto più alcun indizio della vecchia stazione, la quale rimane invisibile a meno che non la si attraversi senza fermarsi con la metropolitana.